# Kuzjol
Kuzjol (ros. Кузьёль) – osiedle w Rosji, w Republice Komi, w rejonie kojgorodzkim. W 2010 liczyło 294 mieszkańców.